# Loglan
Loglan (engl. logical language - logički jezik) je veštački jezik stvoren 1955. godine po zamisli Dr. Džejmsa Kuka Brauna. Te godine on je napravio  studiju o mogućnosti kontrole nad fenomenom  poznatim kao Sapir-Vorfova hipoteza. Sama tema je postala njegov najznačajniji životni doprinos: veštački jezik u okviru Vorf-Sapirove hipoteze. 
Suština hipoteze bila je „jezik utiče na razmišljanje“. Doktor Braun, sa svojim saradnicima, sa novim projektom sledio je njihove principe da napravi sasvim logički jezik, koji je još na početku dobio naziv „loglan“.
Prošlo je dosta vremena dok se nije shvatilo da loglan nije samo od vrednosti za antropološke naučne testove, već i za komunikacije između čoveka i računara, za kompjutersku analizu teksta, itd.
Nakon 11 godina rada 1966. pojavilo se iz štampe prvo izdanje „Loglan 1“ sa opisom novostvorenog jezika. Nekoliko godina kasnije, kompjuterska analiza je pokazala da je sintaksa loglana ne sasvim precizna, pa se nastavilo sa usavršavanjem ovog projekta. Najzad 1988. izlazi iz štampe definitivna varijanta ovog jezika.
Nakon proteka vremena, sada se može govoriti da loglan nije samo jezički kod već i govorni jezik, na kojemu neki ljudi ne samo da pišu, nego i govore.
Ipak, nije lako naučiti jezik loglan. Sam jezik za učenje nije težak: poseduje jednostavnu gramatiku, a većina reči je uzeta iz 6 zvaničnih jezika UN-a. Međutim, većina lingvista smatra da je jezik ekstremno neprirodan ljudskoj navici izražavanja. Iako ljudska misao teži logici, u govoru logika nije apsolutno primenjena: misliti na tako preciznom jeziku je u praksi veoma teško.

## Ložban šizma
Tokom osamdesetih godina prošlog veka došlo je do sukoba među učesnicima projekta u vezi autorstva nad ovim projektom. Grupa saradnika, koja nije bila zadovoljna autarnošću doktora Brauna  htela je da upotrebljava jezik i izvan Instituta za loglan. Kada je Braun istakao svoja autorska prava nad ovim jezikom, formiraju tim za logičke jezike i sačinjavaju sopstvenu verziju jezika  sa izmenjenim leksičkim fondom  i taj projekat nazvaše Ložban.

## Jezički primer
Brojevi (1-10): ne, to, te, fo, fe, so, se, vo, ve, neni.

## Spoljašnje veze
- O loglanu u Rusiji
- Grupa za logički jezik
- Institut za Loglan (na engleskom)